# Хокунсен, Терье
Терье Хокунсен (распространённое, но менее точное произношение — Терье Хааконсен, норв. Terje Håkonsen, родился 11 октября 1974 года в Винье, Норвегия) — норвежский сноубордист, выступающий во фристайл-дисциплинах.

## Достижения
Три раза подряд становился Чемпионом мира в дисциплине хафпайп по версии Международной федерации сноубординга (ISF) в 1993, 1995 и 1997 годах. Кроме этого, в числе его достижений: пять побед в Европейском чемпионате в дисциплине хафпайп в 1991, 1992, 1993, 1994 и 1997 годах, три победы на соревнованиях U.S. Open в дисциплине хафпайп в 1992, 1993 и 1995 и шесть побед на соревнованиях Mt. Baker Banked Slalom (бордеркросс) в 1995, 1996, 1998, 2000, 2003 и 2004 годах (Хокунсен рекордсмен по количеству побед на этом соревновании). Также выиграл соревнования Air & Style в Иннсбруке в 1995.
Хокунсену принадлежит мировой рекорд амплитуды прыжка в высоту на квотерпайпе — 9,8 метров (трюк Backside 360), установленный им на соревнованиях Arctic Challenge в Осло в 2007 году.
Создатель трюка Haakon Flip, названного в честь него.
За свои достижения и большой вклад в развитие сноубординга Терье Хокунсен признаётся «живой легендой» многими профессиональными райдерами.

## Фильмы
Снялся в нескольких документальных фильмах, в числе которых «First Descent» (кроме него в фильме снимались Шон Уайт, Ханна Тетер и Трэвис Райс), «The Haakonsen Factor», «Subjekt Haakonson» и серия фильмов «Terjes Sesongkort» (в которых также фигурировали Николас Мюллер, Шон Уайт, Кевин Пирс и другие известные сноубордисты).

## Бойкот Олимпийских игр
Когда сноубордическая дисциплина хафпайп была впервые включена в программу Олимпийских игр в Нагано, Хокунсен бойкотировал квалификацию. Как и многие другие сноубордисты, он был недоволен решением МОК, который выбрал для организации квалификационного отбора Международную федерацию лыжного спорта (FIS) вместо Международной федерации сноубординга (ISF).

## Создание The Arctic Challenge и Ticket To Ride (World Snowboard Tour)
Хокунсен вместе с Дэниэлем Франком создал соревнования The Arctic Challenge, впервые стартовавшие в 2000-м году и с тех пор проводимые регулярно в разных местах Норвегии. Развитием системы квалификационного отбора для The Arctic Challenge стал Ticket To Ride (в настоящее время Swatch TTR World Tour): победители лучших международных сноубордических соревнований набирали очки и получали «билет для участия» (ticket to ride) в The Arctic Challenge. В настоящее время TTR оценивает международные турниры по балловой системе, от одной до шести «звёзд». Участники этих турниров зарабатывают очки в зависимости от уровня турнира и занятого места. По итогом сезона определяется чемпион TTR, возглавляющий список лучших сноубордистов мира.